# Brieulles-sur-Meuse
Brieulles-sur-Meuse é uma comuna francesa na região administrativa do Grande Leste, no departamento de Meuse. Estende-se por uma área de 24.05 km², e possui 309 habitantes, segundo o censo de 2018, com uma densidade de 13 hab/km².